# Nagareyama

Nagareyama (流山市 Nagareyama-shi?), este un municipiu din Japonia, prefectura Chiba.